# Хаким Гиляжев
Хаким Гиляжев (наст. имя — Лукман-Хаким Габдрахманович Гиляжев, баш. Хәким Ғиләжев, Лоҡман-Хәким Ғабдрахман улы Ғиләжев; (1923 — 1997) — башкирский поэт и писатель. Лауреат Государственной премии РБ им. Салавата Юлаева (1973). Участник Великой Отечественной войны.

## Биография
Лукман-Хаким Габдрахманович Гиляжев родился 1 марта 1923 года в д. Канны-Туркеево Белебеевского кантона, ныне Буздякского района Башкортостана.
C 1937 по 1940 годы учился в Давлекановском педучилище. Руководил литературным кружком, который в 1934 году основал поэт Кадыр Даян.
Участвовал в Великой Отечественной войне, где получил тяжелое ранение.
С 1949 года, после окончания Башкирского государственного пединститута (ныне Уфимский университет науки и технологий), работал преподавателем башкирского языка и литературы в Стерлитамакском учительском институте, с 1951 по 1955 годы — заведующим отделом литературы редакции газеты «Совет Башкортостаны».
В 1955—1968 годы работал ответственным редактором журнала «Агидель». В 1968—1972 годы работал председателем Правления Союза писателей Башкирской АССР.
Первые сборники стихов «Огни молнии» (1947), «Слово наше» (1953). Для произведений Гиляжева характерны публицистичность, романтика, патетика. Поэма «Сорок шестой солдат» (1962) посвящена событиям Великой Отечественной войны.
Значительным произведением башкирской прозы 60-х годов явился роман Хакима Гиляжева «Солдаты без погон» (1965).
Им были переведены на башкирский язык главы «Евгения Онегина», часть поэмы Некрасова «Кому на Руси жить хорошо», драмы «Макбет» Шекспира (совместно с М. Гали), произведения современных русских писателей.
В 1973 году за поэтический сборник «Весны мои не считаны» X. Гиляжев был удостоен Республиканской премии БАССР им. С. Юлаева.
X. Гиляжев — заслуженный деятель культуры РСФСР (1973), депутат Верховного Совета БАССР 8-го созыва, делегат съездов СССР, РСФСР, БАССР.
Жил писатель в Уфе в доме 9 по ул. Октябрьской Революции. Умер в 1998 году, похоронен на мусульманском кладбище Уфы.
Издано около 30 книг Хакима Гиляжева.

## Основные произведения
Гиляжев Л. Г.  Огни молнии: стихи. - Уфа: Башкнигоиздат, 1947. - 52с.
Гиляжев Л. Г.  Слово наше: стихи. – Уфа: Башкнигоиздат,1953. - 88 с.
Гиляжев Л. Г.  Здравствуй, весна!: стихи и поэма «Тукай в Уфе». – Уфа: Башкнигоиздат,1954. - 80 с.
Гиляжев Л. Г.  Рукопожатие: стихи. - Уфа: Башкнигоиздат,1956. - 128 с.
Гиляжев Л. Г.  Айдар: стихи. - Уфа: Башкнигоиздат, 1957. - 20 с.
Гиляжев Л. Г.  Утверждая жизнь: стихи. - М.: Сов. писатель, 1959.- 80 с.
Гиляжев Л. Г.  Сорок шестой солдат: поэма и стихи. - Уфа: Башкнигоиздат,1962. - 88 с.
Гиляжев Л. Г.  Три брата: стихи. – Уфа: Башкнигоиздат,1962. - 14 с.
Гиляжев Л. Г.  Лирика. - Уфа: Башкнигоиздат, 1962. - 190 с.
Гиляжев Л. Г.  Меч Чапая: стихи для детей. - Уфа: Башкнигоиздат, 1964. - 14 с.; М., 1967. - 14 с.
Гиляжев Л. Г.  Любовь возвышает: стихи и поэма. – Уфа: Башкнигоиздат,1964. -134 с.
Гиляжев Л. Г.  Солдаты без погон: роман. - Уфа: Башкнигоиздат, 1965. - 256 с., М.: Сов. Россия, 1969. 240 с; Уфа:Башкнигоиздат, 1970. - 262 с; 1976. - 376 с.
Гиляжев Л. Г.  Рисунок, выжженный огнём: стихи. - Уфа: Башкнигоиздзт, 1972. - 64 с.
Гиляжев Л. Г.  Весны мои не считаны: стихи и поэма. - М.: Современник, 1973. - 96 с.
Гиляжев Л. Г.  Мой род: стихи. - Уфа: Башк.кн.изд-во, 1979. - 96 с.
Гиляжев Л. Г.  Наедине с собой и веком: стихи, поэмы. - Уфа: Башк.кн.изд-во, 1981. - 208 с.
Гиляжев Л. Г.  Огни над Агиделью. - М.: Сов. Россия, 1982. - 144 с.
Гиляжев Л. Г.  Стихи, поэмы. - Уфа, 1983. - 534 с.
Гиляжев Л. Г.  Соратники по перу: лит портреты, статьи. – Уфа: Башк.кн.изд-во, 1984. 304 с.
Гиляжев Л. Г.  Битва в пути: повесть, рассказы, очерки. - Уфа, 1986. - 180 с.
Гиляжев Л. Г.  Блуждающие звезды: стихи, поэмы. - Уфа: Китап, 1996. - 192 с.
Гиляжев Л. Г.  Родник Аклан: стихи, поэмы. - Уфа. Китап, 1998. - 256 с.

## Награды и премии
Ордена Отечественной войны I степени (1944), Трудового Красного Знамени (1971), медали.
Лауреат Государственной премии РБ им. Салавата Юлаева (1973).

## Память
- На доме в Уфе, где жил Хаким Гиляжев, установлена мемориальная доска.
- Утверждена литературная премия, которая носит его имя.
- Постановлением Правительства Республики Башкортостан в 2009 году имя Хакима Гиляжева присвоено Канны-Туркеевской средней школе на родине писателя.
- С 2010 года одна из улиц Калининского района города Уфы стала носить имя Гиляжева.